# Impatiens silviana
Impatiens silviana är en balsaminväxtart som beskrevs av Fischer och Rahelivololona. Impatiens silviana ingår i släktet balsaminer, och familjen balsaminväxter. Inga underarter finns listade i Catalogue of Life.